# K.K. FMP Železnik 2007-2008
Questa voce raccoglie le informazioni riguardanti il Košarkaški klub FMP Železnik nelle competizioni ufficiali della stagione 2007-2008.

## Stagione
La stagione 2007-2008 del Košarkaški klub FMP Železnik è la 2ª nel massimo campionato serbo di pallacanestro, la Košarkaška liga Srbije.

## Roster
Aggiornato al 14 dicembre 2020.
| FMP Železnik 2007-08 | FMP Železnik 2007-08 |
| Giocatori            | Staff tecnico        |
| -------------------- | -------------------- |

| N. | Naz.                          | Ruolo | Nome                | Anno | Alt.   | Peso   |  |
| -- | ----------------------------- | ----- | ------------------- | ---- | ------ | ------ |  |
| 4  | Serbia (bandiera)             | P     | Mladen Jeremić      | 1988 | 193 cm | 88 kg  |  |
| 5  | Serbia (bandiera)             | G     | Nenad Stefanović    | 1985 | 195 cm |        |  |
| 5  | Serbia (bandiera)             | G     | Stefan Živanović    | 1989 | 194 cm | 93 kg  |  |
| 6  | Serbia (bandiera)             | A     | Marko Đerasimović   | 1984 | 200 cm |        |  |
| 7  | Serbia (bandiera)             | C     | Zoran Erceg         | 1985 | 211 cm | 110 kg |  |
| 8  | Serbia (bandiera)             | AP    | Dragan Labović      | 1987 | 207 cm | 110 kg |  |
| 9  | Serbia (bandiera)             | AC    | Nikola Marković     | 1989 | 208 cm | 105 kg |  |
| 10 | Serbia (bandiera)             | AP    | Branko Lazić        | 1989 | 195 cm | 91 kg  |  |
| 11 | Serbia (bandiera)             | G     | Bojan Krstović (C)  | 1980 | 196 cm | 86 kg  |  |
| 12 | Serbia (bandiera)             | AG    | Milan Mačvan        | 1989 | 205 cm | 102 kg |  |
| 12 | Serbia (bandiera)             | C     | Ivan Žigeranović    | 1984 | 212 cm | 120 kg |  |
| 13 | Serbia (bandiera)             | G     | Uroš Duvnjak        | 1986 | 190 cm | 92 kg  |  |
| 14 | Serbia (bandiera)             | P     | Nemanja Protić      | 1986 | 184 cm | 78 kg  |  |
| 15 | Serbia (bandiera)             | G     | Đorđe Mićić         | 1983 | 196 cm | 93 kg  |  |
| 15 | Serbia (bandiera)             | C     | Dejan Musli         | 1991 | 213 cm | 102 kg |  |
| 21 | Macedonia del Nord (bandiera) | C     | Predrag Samardžiski | 1986 | 211 cm | 110 kg |  |
| 25 | Serbia (bandiera)             | C     | Miroslav Raduljica  | 1988 | 210 cm | 106 kg |  |
| 44 | Serbia (bandiera)             | P     | Filip Čović         | 1989 | 180 cm | 70 kg  |  |

| Allenatore                                                              |
| - Vlada Vukoičić (fino al 14 gennaio) - Slobodan Klipa (dal 14 gennaio) |
| Assistente/i                                                            |
| - Nessuno Legenda - (C) Capitano - (IN) Inattivo - Infortunato          |

## Mercato

### Sessione estiva
| Acquisti | Acquisti           | Acquisti     | Acquisti      | Acquisti |
| R.a      | Nome               | da           | Modalità      |          |
| -------- | ------------------ | ------------ | ------------- | -------- |
| P        | Mladen Jeremić     | Borac Čačak  | definitivo    |          |
| G        | Nenad Stefanović   | OKK Belgrado | definitivo    |          |
| AC       | Nikola Marković    | Beovuk 72    | definitivo    |          |
| G        | Stefan Živanović   | Beovuk 72    | definitivo    |          |
| G        | Uroš Duvnjak       | Vojvodina    | definitivo    |          |
| C        | Miroslav Raduljica | Borac Čačak  | fine prestito |          |

| Cessioni | Cessioni         | Cessioni     | Cessioni       | Cessioni |
| R.       | Nome             | a            | Modalità       |          |
| -------- | ---------------- | ------------ | -------------- | -------- |
| P        | Miloš Teodosić   | Olympiakos   | definitivo     |          |
| AP       | Branko Cvetković | Girona       | fine contratto |          |
| G        | Slobodan Popović |              | fine contratto |          |
| C        | Ivan Todorović   | Egaleo       | fine contratto |          |
| C        | Mladen Pantić    | Alba Berlino | fine contratto |          |

### Dopo l'inizio della stagione
| Acquisti | Acquisti | Acquisti | Acquisti | Acquisti |
| R.       | Nome     | da       | Data     | Modalità |
| -------- | -------- | -------- | -------- | -------- |

| Cessioni | Cessioni         | Cessioni       | Cessioni         | Cessioni              |
| R.       | Nome             | a              | Data             | Modalità              |
| -------- | ---------------- | -------------- | ---------------- | --------------------- |
| AG       | Milan Mačvan     | Hemofarm Vršac | 16 novembre 2007 | definitivo (150000 €) |
| G        | Nenad Stefanović | Świecie        | 2 dicembre 2007  | rescissione           |